# Голынка (Клецкий район)
Голынка (бел. Галы́нка) — агрогородок в Клецком районе Минской области Белоруссии. Административный центр Голынковского сельсовета. Население 384 человека (2009).

## География
Голынка находится в 20 км юго-западнее райцентра, города Клецк и в 16 км к северо-востоку от города Ганцевичи. Село стоит на границе с Брестской областью. С северо-запада и юго-востока к Голынкам примыкают небольшие деревни Бобки и Шейки, на другом берегу реки находится деревня Машуки. Рядом с Голынками проходит автодорога Р13 Клецк — Лунинец на участке Синявка — Огаревичи. Другие дороги идут в направлении Клецка и села Заостровечье. Ближайшие ж/д станции находятся в Клецке (линия Слуцк — Барановичи) и в Ганцевичах (линия Барановичи — Столин — Ровно).

### Гидрография
Через агрогородок протекает река Нача, приток реки Лань.

## Этимология
Название, вероятно, происходит от диалектного слова «голынка» — пустая, неурожайная земля, поле с неурожайной почвой.

## История
В 2010 году деревня Голынка преобразована в агрогородок.

## Население

### Численность
- 2009 год — 384 жителей

### Динамика
- 1999 год — 532 жителей (перепись населения)
- 2009 год — 384 жителей (перепись населения)

## Инфраструктура
В Голынке имеются средняя школа, детский сад, лесничество, Дом культуры, библиотека, отделение связи.

## Достопримечательности
- Фрагменты усадебно-паркового комплекса Вендорфов «Голынка»: руины часовни, фрагменты парка, руины строений, фрагменты голубятни (2-я половина XVIII века, 1811)[4]. Усадебный дом и парк не сохранились. От всего усадебного комплекса остались лишь руины двух строений — амбара-голубятни и католической часовни —  Историко-культурная ценность Республики Беларусь, шифр 613Г000196.
- Православная церковь Святых Петра и Павла[5][6]. Деревянная церковь построена в 1788 году, перестроена в 1863 году. В том же 1863 году возведена отдельно стоящая деревянная колокольня. Церковь включена в Государственный список историко-культурных ценностей Республики Беларусь[7] —  Историко-культурная ценность Республики Беларусь, шифр 612Г000197.

### Памятник, скульптура
- Памятный знак на месте, где ждали солдат, не вернувшихся с войн 1905 и 1914 годов[8].

## Галерея
- Петропавловская церковь, 1939 г.
- Усадьба Вендорфов, 1937 г.
- Православная церковь Святых Петра и Павла
- Православная церковь Святых Петра и Павла
- Православная церковь Святых Петра и Павла
- Брама-колокольня
- Брама-колокольня
- Памятный знак[8]
- Памятный знак[8]
- Руины католической часовни
- Руины амбара-голубятни